# Rose Kennedy

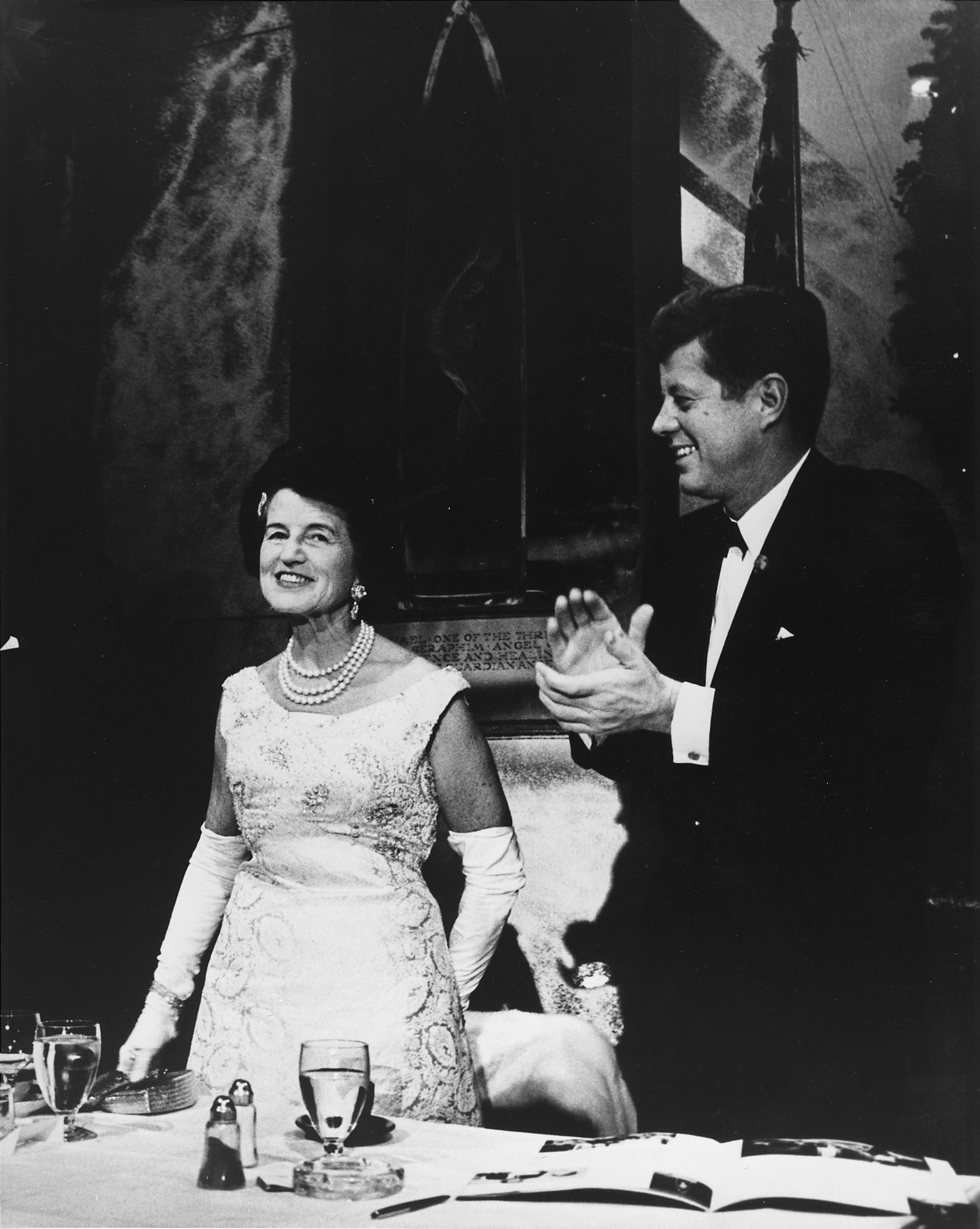
Rose Kennedy i el seu fill John, 1962.

Rose Elizabeth Fitzgerald (22 de juliol, 1890 – 22 de gener, 1995) esdevinguda Rose Kennedy arran del seu matriomoni amb Joseph P. Kennedy, fou una dona de la burgesia de Boston i mare del president John F. Kennedy i dels senadors Robert i Edward Kennedy.

## Biografia
Rose Kennedy va néixer a Boston, Massachusetts, filla del matrimoni entre John F. "Honey Fitz" Fitzgerald i la seva cosina en segon grau, Mary Josephine Hannon. "Honey Fitz" era un important polític de la seva ciutat, arribant a ser-ne l'alcalde per dos mandats. També va servir com a congressista per un altre.
Va estudiar al Dorchester High School, d'on es va graduar el juny de 1906. Aquest esdeveniment va ser portada dels diaris de Boston perquè el seu pare, l'alcalde Fitzgerald, li va lliurar el seu diploma. L'any 1908, durant un viatge a través d'Europa amb el seu pare, van tenir una audiència privada amb el Papa Pius X a la Ciutat del Vaticà; la seva família professava la religió catòlica.

## Matrimoni

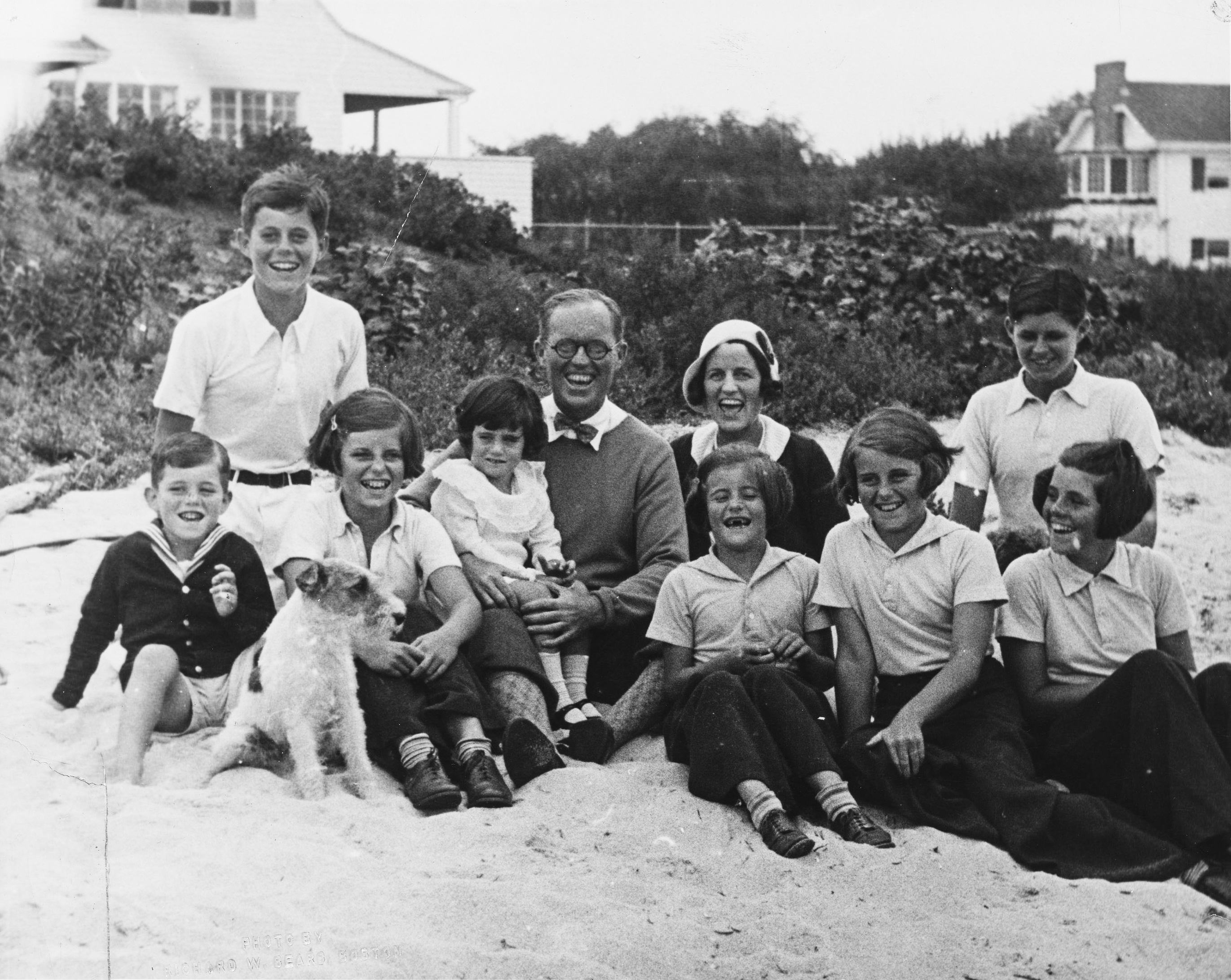
La família Kennedy, 1931

Durant la seva joventut va conèixer qui esdevindria el seu marit, Joseph P. Kennedy. Després d'una relació de més de set anys, la parella va contraure matrimoni el 7 d'octubre de 1914. La seva primera casa, la qual es trobava a Beals Street, Brookline, és avui el Lloc històric Nacional John F. Kennedy.
Al moment de casar-se, Joseph Kennedy era un home de negocis fruit dels quals obtenia uns $10,000 cada any. Quan la família Kennedy va deixar Brookline i va marxar a Riverdale, Nova York, posseïen una gran fortuna i eren multimilionaris, en part degut a les inversions.
En els seus primers divuit anys de casats, la parella va tenir nou fills. Els membres de la família van créixer en un ambient religiós catòlic i se'ls permetia fer la seva pròpia vida sempre que s'interessessin per la vida dels altres.
Mentre els seus fills es feien adults, van ser atrets pel món de la política, i Rose no va fer res per a desanimar-los del seu objectiu; havia après del seu pare a trobar-se a gust en política i com gestionar les campanyes polítiques, habilitats que va utilitzar per ajudar i orientar els seus fills. Quan un d'ells, John, va ser candidat l'any 1946 a l'escó del Congrés pel Districte 11 de Massachusetts, aquell que va ocupar Honey Fitz, va ser Rose la primera a donar-li suport i ànim.
Rose Kennedy va enviduar el novembre de 1969. Va sobreviure quatre dels seus fills, Joe, Kathleen, Jack i Bobby. La seva mare va morir l'any 1963, als 98 i només vuit mesos abans de l'assassinat de John.

## Fills
| Nom                         | Naixement            | Mort                 | Edat de mort | Anotacions / Causa de la mort |
| --------------------------- | -------------------- | -------------------- | ------------ | --- |
| Joseph Patrick Kennedy, Jr. | 25 de juliol, 1915   | 12 d'agost, 1944     | 29           | Mor a Anglaterra quan pilotava el seu avió de combat durant la Segona Guerra Mundial. |
| John Fitzgerald Kennedy     | 29 de maig, 1917     | 22 de novembre, 1963 | 46           | Casat amb Jacqueline Lee Bouvier l'any 1953. Va ser el 35è president dels Estats Units. Assassinat a Dallas, Texas d'un tret de rifle al cap.                                                |
| Rose Marie Kennedy          | 13 de setembre, 1918 | 7 de gener, 2005     | 86           | Li van practicar una lobotomia al 1941, des de llavors va estar ingressada a una institució mental fins a la seva mort.                                                                      |
| Kathleen Agnes Kennedy      | 20 de febrer, 1920   | 13 de maig, 1948     | 28           | Casada l'any 1944 amb William Cavendish, marquès de Hartington; Mor en un accident d'avió a França.                                                                                          |
| Eunice Mary Kennedy         | 10 de juliol, 1921   | 11 d'agost, 2009     | 88           | Casada el 1953 amb Sargent Shriver; Mor a Hyannis port, Massachusetts. |
| Patricia Helen Kennedy      | 6 de maig, 1924      | 17 de setembre, 2006 | 82           | Casada el 1954 amb Peter Lawford; divorciada el 1966. Mor l'any 2006 arran d'una pneumònia.                                                                                                  |
| Robert Francis Kennedy      | 20 de novembre, 1925 | 6 de juny, 1968      | 42           | Casat el 1950 amb Ethel Skakel. Va ser Fiscal General dels Estats Units - 1961–1964 i senador per Nova York - 1965–1968. Assassinat a Los Angeles, California.                               |
| Jean Ann Kennedy            | 20 de febrer, 1928   |                      |              | Casada el 1956 amb Stephen Edward Smith; ambaixadora dels Estats Units a Irlanda - 1993-1998.                                                                                                |
| Edward Moore Kennedy        | 22 de febrer, 1932   | 25 d'agost, 2009     | 77           | Casat el 1958 amb Joan Bennett, divorciat l'any 1982; casat el 1992 amb Victoria Reggie. Va ser senador per Massachusetts de 1962 fins a la seva mort l'any 2009 degut a un càncer cerebral. |

## Mort
L'any 1984, als 94, va patir un accident vascular cerebral sever i va haver d'utilitzar una cadira de rodes des de llavors.
Residia al complex Kennedy a Hyannis Port, on en tenien cura infermeres i personal contractat per aquesta tasca. Hi va morir el 22 de gener del 1995 víctima de complicacions d'una pneumònia, a l'edat de 104 anys. Kennedy va sobreviure, a més de quatre dels seus nou fills, la seva nora Jackie i dos dels seus nets.